# Wartość predykcyjna
Wartość predykcyjna dodatnia, PPV (od ang. positive predictive value) – miara jakości predykcyjnej testu statystycznego, równa proporcji prawdziwie dodatnich wyników wśród wszystkich wyników dodatnich. Wysoka wartość PPV znamionuje wysoką precyzję testu; nie zależy jednak wyłącznie od jego charakterystyki, ale również od częstości występowania stanu dodatniego w populacji (w przypadku medycyny, od chorobowości). W teorii informacji, PPV odpowiada wskaźnikowi precyzji.
W kontekście weryfikacji hipotez statystycznych w podejściu częstościowym, wartość predykcyjna dodatnia pozwala wyrazić prawdopodobieństwo, że wynik istotny statystycznie sygnalizuje wykrycie prawdziwego zjawiska. PPV zależy w tym przypadku od przyjętego poziomu błędu pierwszego i drugiego rodzaju – od krytycznego poziomu istotności, np. {\displaystyle \alpha =0{,}05,} oraz od mocy statystycznej badania – oraz od odsetka hipotez prawdziwych wśród wszystkich testowanych. Według hiperbolicznego stwierdzenia Ioannidesa, prawdopodobnie „większość opublikowanych odkryć jest fałszywa”, ponieważ PPV jest niewystarczająco wysokie – badania mają przeciętnie niską moc, testują niepewne hipotezy, a badacze dopuszczają się P-hackingu.
Wartość predykcyjna ujemna, NPV (od ang. negative predictive value) – proporcja prawdziwie ujemnych wyników wśród wszystkich wyników ujemnych; wyraża prawdopodobieństwo, że ujemny wynik testu jest prawdziwy.
Tablica pomyłek przedstawia wzajemne powiązania między różnymi miarami jakości predykcyjnej testu:
|                   | | Klasa predykowana – wynik testu | | | |
|                   | Populacja | Klasyfikacja pozytywna | Klasyfikacja negatywna | Częstość występowania, chorobowość {\displaystyle {\frac {\scriptstyle \sum {\text{stan pozytywny}}}{\scriptstyle \sum {\text{populacja}}}}}                          | |
| Klasa rzeczywista | Stan pozytywny | prawdziwie dodatnia, TP (trafienie) | fałszywie ujemna (błąd drugiego rodzaju, FN, chybienie) | czułość, TPR {\displaystyle {\frac {\scriptstyle \sum \mathbf {\color {OliveGreen}TP} }{\scriptstyle \sum \mathbf {{\color {OliveGreen}TP}+\sum {\color {Red}FN}} }}} | FNR {\displaystyle {\frac {\scriptstyle \sum \mathbf {\color {Red}FN} }{\scriptstyle \sum \mathbf {{\color {OliveGreen}TP}+\sum {\color {Red}FN}} }}}                        |
| Klasa rzeczywista | Stan negatywny | fałszywie dodatnia (błąd pierwszego rodzaju, FP, fałszywy alarm) | prawdziwie ujemna, TN (poprawne odrzucenie) | FPR {\displaystyle {\frac {\scriptstyle \sum \mathbf {\color {Red}FP} }{\scriptstyle \sum \mathbf {{\color {Red}FP}+\sum {\color {OliveGreen}TN}} }}}                 | swoistość, SPC, TNR {\displaystyle {\frac {\scriptstyle \sum \mathbf {\color {OliveGreen}TN} }{\scriptstyle \sum \mathbf {{\color {Red}FP}+\sum {\color {OliveGreen}TN}} }}} |
|                   | dokładność, ACC {\displaystyle {\frac {\scriptstyle \sum \mathbf {{\color {OliveGreen}TP}+} \scriptstyle \sum \mathbf {\color {OliveGreen}TN} }{\scriptstyle \sum {\text{populacja}}}}} | precyzja, PPV {\displaystyle {\frac {\scriptstyle \sum \mathbf {\color {OliveGreen}TP} }{\scriptstyle \sum \mathbf {{\color {OliveGreen}TP}+\sum {\color {Red}FP}} }}} | FOR {\displaystyle {\frac {\scriptstyle \sum \mathbf {\color {Red}FN} }{\scriptstyle \sum \mathbf {{\color {Red}FN}+\sum {\color {OliveGreen}TN}} }}}        | LR+ {\displaystyle {\frac {\scriptstyle \mathbf {\color {OliveGreen}TPR} }{\scriptstyle \mathbf {\color {OliveGreen}FPR} }}}                                          | DOR {\displaystyle {\frac {\scriptstyle \mathbf {\color {OliveGreen}LR+} }{\scriptstyle \mathbf {\color {OliveGreen}LR-} }}}                                                 |
|                   | dokładność, ACC {\displaystyle {\frac {\scriptstyle \sum \mathbf {{\color {OliveGreen}TP}+} \scriptstyle \sum \mathbf {\color {OliveGreen}TN} }{\scriptstyle \sum {\text{populacja}}}}} | FDR {\displaystyle {\frac {\scriptstyle \sum \mathbf {\color {Red}FP} }{\scriptstyle \sum \mathbf {{\color {OliveGreen}TP}+\sum {\color {Red}FP}} }}}                  | NPV {\displaystyle {\frac {\scriptstyle \sum \mathbf {\color {OliveGreen}TN} }{\scriptstyle \sum \mathbf {{\color {Red}FN}+\sum {\color {OliveGreen}TN}} }}} | LR- {\displaystyle {\frac {\scriptstyle \mathbf {\color {OliveGreen}FNR} }{\scriptstyle \mathbf {\color {OliveGreen}TNR} }}}                                          | DOR {\displaystyle {\frac {\scriptstyle \mathbf {\color {OliveGreen}LR+} }{\scriptstyle \mathbf {\color {OliveGreen}LR-} }}}                                                 |

Wartość predykcyjną dodatnią opisuje zależność między liczbą wyników prawdziwie dodatnich (TP), a ogólną liczbą wyników dodatnich: prawdziwie dodatnich (TP) i fałszywie dodatnich (FP):
{\displaystyle {\text{PPV}}=\mathbf {\frac {\sum {\color {OliveGreen}TP}}{\sum {\color {OliveGreen}TP}+\sum {\color {Red}FP}}} }
Wartość predykcyjną ujemną opisuje zależność między liczbą wyników prawdziwie ujemnych (TN), a ogólną liczbą wyników ujemnych: prawdziwie ujemnych (TN) i fałszywie ujemnych (FN):
{\displaystyle {\text{NPV}}=\mathbf {\frac {\sum {\color {OliveGreen}TN}}{\sum {\color {OliveGreen}TN}+\sum {\color {Red}FN}}} }
Wartości predykcyjne można również obliczyć, jeśli znana jest czułość i swoistość testu oraz wcześniejsze prawdopodobieństwo wystąpienia zjawiska (np. współczynnik chorobowości w epidemiologii).
{\displaystyle {\text{PPV}}={\frac {{\text{czulosc}}\times {\text{chorobowosc}}}{{\text{czulosc}}\times {\text{chorobowosc}}+(1-{\text{swoistosc}})\times (1-{\text{chorobowosc}})}}}
{\displaystyle {\text{NPV}}={\frac {{\text{swoistosc}}\times (1-{\text{chorobowosc}})}{(1-{\text{czulosc}})\times {\text{chorobowosc}}+{\text{swoistosc}}\times (1-{\text{chorobowosc}})}}}